# Майстер, Барри
Барри Джон Майстер (англ. Barry John Maister, 6 июня 1948, Крайстчёрч, Новая Зеландия) — новозеландский хоккеист (хоккей на траве), нападающий. Олимпийский чемпион 1976 года. Член Международного олимпийского комитета в 2010—2018 годах.

## Биография
Барри Майстер родился 6 июня 1948 года в новозеландском городе Крайстчёрч.
Учился в мужской средней школе в Крайстчёрче, затем в Кентерберийском университете, где в 1971 году получил степень бакалавра с отличием. Позже получил диплом преподавателя в педагогическом колледже Крайстчёрча.
Играл в хоккей на траве за «Юнивёрсити оф Кентербери».
В 1968 году вошёл в состав сборной Новой Зеландии по хоккею на траве на Олимпийских играх в Мехико, занявшей 7-е место. Играл на позиции нападающего, провёл 8 матчей, мячей не забивал.
В 1972 году вошёл в состав сборной Новой Зеландии по хоккею на траве на Олимпийских играх в Мюнхене, занявшей 9-е место. Играл на позиции нападающего, провёл 8 матчей, забил 6 мячей (три в ворота сборной Мексики, по одному — Великобритании и Бельгии).
В 1976 году вошёл в состав сборной Новой Зеландии по хоккею на траве на Олимпийских играх в Монреале и завоевал золотую медаль. Играл на позиции нападающего, провёл 7 матчей, забил 1 мяч в ворота сборной Бельгии.
В 1980 году был включён в состав сборной Новой Зеландии на хоккейный турнир летних Олимпийских игр в Москве, однако Новая Зеландия поддержала их политический бойкот.
В течение карьеры провёл за сборную Новой Зеландии 85 матчей.
Тренировал команду Новозеландской юниорской академии, работал в спортивном совете средних школ Новой Зеландии.
Работал учителем в мужской школе Крайстчёрча в течение 16 лет, 2 года был заместителем директора. Впоследствии был директором школы Риккартон, ректором колледжа святого Андрея.
В 2001—2010 годах назначен генсеком Олимпийского комитета Новой Зеландии. В 2009 году стал вице-президентом исполкома Национальных олимпийских комитетов Океании, членом исполкома Ассоциации национальных олимпийских комитетов. В 2011 году назначен международным послом спорта в Новой Зеландии.
В 2010 году избран в Международный олимпийский комитет. Работал в комиссиях МОК, которые, в частности, занимались подготовкой зимних Олимпийских игр 2018 года в Пхёнчхане, летних юношеских Олимпийских игр 2018 года в Буэнос-Айресе, вопросами культуры и олимпийского образования. Покинул МОК в 2018 году в связи с достижением 70-летия.
В 2020 году стал компаньоном новозеландского Ордена Заслуг.

## Семья
Дед Барри Майстера Хавила Даун был большой фигурой в новозеландском хоккее на траве: он был игроком, судьёй и секретарём национальной хоккейной ассоциации в 1924—1959 годах. 
Отец Джеральд был вратарём в начале 50-х.
Старший брат Селвин Майстер (род. 1946) вместе с ним играл за сборную Новой Зеландии на летних Олимпийских играх 1968, 1972 и 1976 годов, стал олимпийским чемпионом. Другой брат Крис Майстер также выступал за сборную Новой Зеландии.
В 1970 году женился на Шерил Чемберлен, воспитали троих детей. Двое сыновей играли в хоккей на траве на национальном уровне.

## Увековечение
В 1990 году в составе сборной Новой Зеландии, выигравшей Олимпиаду, введён в Новозеландский спортивный Зал славы.